# 1975 au Nouveau-Brunswick
Chronologie du Nouveau-Brunswick
- 1971
- 1972
- 1973
- 1974
- 1975
- 1976
- 1977
- 1978
- 1979

Cette page concerne des événements survenus en 1975 dans la province canadienne du Nouveau-Brunswick.

## Événements
- Fondation du groupe 1755.
- 14 octobre : le libéral Maurice Harquail remporte l'élection partielle fédérale de Restigouche à la suite de la démission de Jean-Eudes Dubé.
- 28 novembre : le tumulus Augustine devient un lieu historique national.

## Naissances
- 14 mai : Cory Larose, joueur de hockey sur glace
- 3 juillet : les frères jumeaux Jack et Jody Carr, politiciens